# 上海书评
上海书评是东方早报於2008年7月6日推出的一份副刊，内容涉及文学、文化、历史、艺术和时事等各個領域，刊登的文章體裁有书评、访谈以及散文。上海書評的撰稿人大多為作家、学者等知识分子。2017年东方早报停刊後，网络版的上海书评繼續發行，相關內容刊登在澎湃新闻的網站上。 